# Nymphidium lenocinium
Nymphidium lenocinium is een vlindersoort uit de familie van de prachtvlinders (Riodinidae), onderfamilie Riodininae.
Nymphidium lenocinium werd in 1913 beschreven door Schaus.